# Telenomus tetratomus
Telenomus tetratomus är en stekelart som beskrevs av Jean-Jacques Kieffer 1906. Enligt Catalogue of Life ingår Telenomus tetratomus i släktet Telenomus och familjen Scelionidae, men enligt Dyntaxa är tillhörigheten istället släktet Telenomus och familjen gallmyggesteklar. Arten är reproducerande i Sverige. Inga underarter finns listade i Catalogue of Life.